# Schweizer Buchpreis
Der Schweizer Buchpreis ist ein Literaturpreis, der seit 2008 vom Verein Literaturfestival Basel in Zusammenarbeit mit dem Schweizer Buchhandels- und Verlags-Verband (SBVV) jährlich vergeben wird.
Mit dem Schweizer Buchpreis wird ein deutschsprachiges literarisches oder essayistisches Werk von in der Schweiz lebenden Autoren durch eine Fachjury ausgezeichnet. Die Auszeichnung war bis zum Jahr 2011 mit einem Preisgeld in Höhe von insgesamt 60'000 Schweizer Franken (50'000 für den Gewinner und jeweils 2500 für die Nominierten der Shortlist) dotiert. Im Jahr 2012 wurde die Summe auf 40'000 Schweizer Franken reduziert. Hiervon erhält der Gewinner 30'000; die übrigen vier Nominierten erhielten jeweils 2500 Franken. Im Jahr 2018 erhielten die vier weiteren Autoren, die in der engeren Auswahl waren, jeweils 3000 Franken. Auch im Jahr 2021 ist die Dotierung so geregelt.
Im Jahr 2017 warf der Autor Lukas Bärfuss, der den Preis 2014 erhalten hatte, dem SBVV vor, die Preisvergabe durch Teilnahme von Verbandsvertretern an den Jurysitzungen zu beeinflussen, um gut verkäufliche Autoren zu fördern. Daher forderte er die Abschaffung des Preises. Der SBVV und der frühere Juror Thomas Strässle wiesen diese Vorwürfe zurück und betonten die Unabhängigkeit der Jury.

## Preisträger
| Jahr | Preisträger/-in         | Titel                                 |
| ---- | ----------------------- | ------------------------------------- |
| 2008 | Rolf Lappert            | Nach Hause schwimmen                  |
| 2009 | Ilma Rakusa             | Mehr Meer. Erinnerungspassagen        |
| 2010 | Melinda Nadj Abonji     | Tauben fliegen auf                    |
| 2011 | Catalin Dorian Florescu | Jacob beschließt zu lieben            |
| 2012 | Peter von Matt          | Das Kalb vor der Gotthardpost. Essays |
| 2013 | Jens Steiner            | Carambole                             |
| 2014 | Lukas Bärfuss           | Koala                                 |
| 2015 | Monique Schwitter       | Eins im Andern                        |
| 2016 | Christian Kracht        | Die Toten                             |
| 2017 | Jonas Lüscher           | Kraft                                 |
| 2018 | Peter Stamm             | Die sanfte Gleichgültigkeit der Welt  |
| 2019 | Sibylle Berg            | GRM. Brainfuck                        |
| 2020 | Anna Stern              | das alles hier, jetzt                 |
| 2021 | Martina Clavadetscher   | Die Erfindung des Ungehorsams         |
| 2022 | Kim de l’Horizon        | Blutbuch                              |
| 2023 | Christian Haller        | Sich lichtende Nebel                  |
| 2024 | Zora del Buono          | Seinetwegen                           |

## Weitere Buchpreise
- Schweizer Literaturpreise des Bundesamtes für Kultur
- Deutscher Buchpreis
- Österreichischer Buchpreis
- Hotlist (Deutschland, Österreich, Schweiz)